# Lê Thúy Hà
Lê Thuý Hà (sinh 1964) là đại biểu Quốc hội Việt Nam khóa X. Bà thuộc đoàn đại biểu Hải Phòng.
Ngày sinh: 9/4/1964
Giới tính: Nữ
Dân tộc: Kinh
Tôn giáo: Không
Quê quán: Xã Thượng Hiền, huyện Kiến Xương, Thái Bình
Trình độ chuyên môn: Thạc sĩ Văn học nước ngoài
Nghề nghiệp, chức vụ: Phó Bí thư Đoàn trường, Tổ trưởng Tổ Văn học nước ngoài Trường Cao đẳng Sư phạm TP Hải Phòng
Nơi làm việc: Trường Cao đẳng Sư phạm TP Hải Phòng
Nơi ứng cử: TP Hải Phòng
Đại biểu Quốc hội khoá: X
Đại biểu chuyên trách: Không
Đại biểu Hội đồng Nhân dân: Không